# Keith Roberts
Keith John Kingston Roberts (Kettering, 20 settembre 1935 – Salisbury, 5 ottobre 2000) è stato uno scrittore di fantascienza, artista e grafico britannico.
Ha utilizzato vari pseudonimi tra i quali Alistair Bevan, John Kingston e David Stringer.

## Biografia
Nel settembre del 1964 pubblicò su Science Fantasy due racconti: Anita (il primo di una serie che vede protagonista una strega adolescente e moderna e la sua eccentrica nonna) ed Escapism, che sarà raccolto invece in Machines and Men (1973).
Agli inizi della sua carriera, utilizzò spesso lo pseudonimo di Alistair Bevan. Nel 1966 pubblicò anche i primi racconti che sarebbero andati a costituire il romanzo Pavana, la sua opera più famosa, composta da una serie di episodi. Racconta di una realtà ucronica nella quale la Chiesa cattolica prende il controllo dell'Inghilterra dopo l'assassinio della Regina Elisabetta I. Nello stesso anno, scrisse anche il suo primo romanzo The Furies.
Roberts scrisse numerosi romanzi e racconti brevi, spesso riuniti in raccolte relative allo stesso universo, come Anita, Kaeti, Il mondo degli aquiloni (Kiteworld) e Pavana (Pavane). Illustrò inoltre numerose copertine e pagine interne delle riviste New Worlds e Science Fantasy.
Si definiva politicamente conservatore e anticomunista.
Morì nel 2000 per complicazioni dovute alla sclerosi multipla, che gli era stata diagnosticata dieci anni prima. I necrologi lo ricordarono come uno scrittore di talento, ma personalmente "difficile", con alle spalle una storia di attriti con editori, curatori e colleghi.

## Opere

### Romanzi
- The Furies, 1966
- Pavana (Pavane, 1968; serie di racconti collegati)
- Anita, 1970 (serie di racconti collegati)
- I tre volti del futuro (The Inner Wheel, 1970; serie di racconti collegati)
- The Boat of Fate, 1971
- The Chalk Giants, 1974 (serie di racconti collegati)
- Molly Zero, 1980 (espansione dell'omonimo racconto lungo del 1977)
- Gráinne, 1987
- Il mondo degli aquiloni (Kiteworld, 1985; originariamente pubblicato come una serie di racconti collegati)
- Kaeti & Company, 1986 (serie di racconti collegati)
- L'amica della tigre (The Tiger Sweater, 1987; romanzo breve)
- The Road to Paradise, 1989 (thriller senza elementi fantastici)
- Kaeti on Tour, 1992 (serie di racconti collegati)
- Drek Yarman, 2000 (romanzo ambientato in Kiteworld, pubblicato a puntate in Spectrum SF[9])

### Raccolte
- Machines and Men (1973)
  - Escapism (1964)
  - Therapy 2000 (1969)
  - Manscarer (1966)
  - Boulter's Canaries (1965)
  - Sub-Lim (1965)
  - Sint (Synth, 1966; racconto lungo)
  - The Deeps (1966)
  - Breakdown (1966)
  - The Pace That Kills (1966)
  - Manipulation (1965)
- The Grain Kings (1976)
  - Weihnachtsabend (1972)
  - The White Boat (1966)
  - The Passing of the Dragons (1972)
  - The Trustie Tree (1973)
  - Il lago di Tuonela (The Lake of Tuonela, 1973; racconto lungo)
  - The Grain Kings (1972)
  - I Lose Medea (1972)
- The Passing of the Dragons (1977) - selezione di racconti da Machines and Men e The Grain Kings
- Ladies from Hell (1979)
  - Our Lady of Desperation (1979)
  - The Shack at Great Cross Halt (1977)
  - The Ministry of Children (1975)
  - Mulini a vento (The Big Fans, 1977; racconto lungo)
  - Missa Privata (1976)
- The Lordly Ones (1986)
  - The Lordly Ones (1980)
  - Ariadne Potts (1978)
  - Sphairistike (1984)
  - The Checkout (1981)
  - The Comfort Station (1980)
  - The Castle on the Hoop (1986)
  - Diva (1986)
- A Heron Caught in Weeds (1987) – raccolta di poesia, a cura di Jim Goddard
- Winterwood and Other Hauntings (1989)
  - Susan (1965)
  - The Scarlet Lady (1966)
  - The Eastern Windows (1967)
  - Winterwood (1974)
  - Mrs. Cibber (1989)
  - The Snake Princess (1973)
  - Everything in the Garden (1973)

### Altri racconti
(tradotti in italiano)
- Meglio andarsene dal Terzo Pianeta... (Survey of the Third Planet, 1966)
- La porta (The World That Were, 1966)
- Coranda (Coranda, 1967)
- Weihnachtabend (Weihnachtabend, 1972; racconto lungo)
- Molly Zero (Molly Zero, 1977; racconto lungo, espanso in romanzo nel 1980)
- Sint (Synth, 1980; edito nell'antologia "Robotica", ed.Nord)

## Premi
- British Science Fiction Association Award 1982 per il racconto breve Kitemaster[10]
- British Science Fiction Association Award 1986 per il racconto breve Kaeti and the Hangman (Kaeti & Company)[10]
- British Science Fiction Association Award 1986 a Keith Roberts in qualità di artista[10]
- British Science Fiction Association Award 1987 per il romanzo Gráinne[10]

### Candidature
- Premio Nebula 1971 – miglior romanzo breve per The God House
- British Science Fiction Association Award 1980 per il romanzo Molly Zero[11]
- Premio Hugo 1981 – miglior racconto per The Lordly Ones[12]
- British Science Fiction Association Award 1985 per il romanzo Kiteworld - Il mondo degli aquiloni[13]
- Premio John Wood Campbell Memorial 1986 (3º posto a pari merito) per Kiteworld - Il mondo degli aquiloni[14]
- Premio Nebula 1987 – miglior romanzo breve per The Tiger Sweater (L'amica della tigre)
- Premio Arthur C. Clarke 1988 per Gráinne